# Fredrik Ohlsson

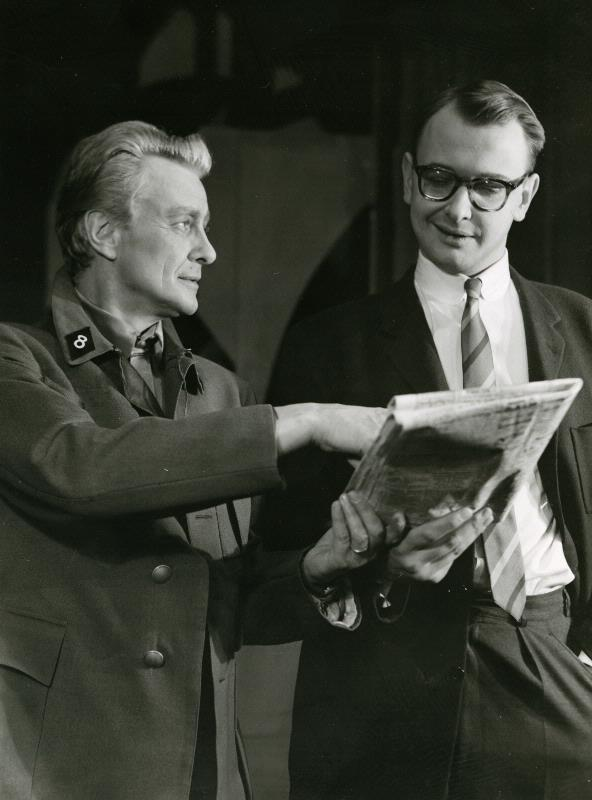
Fredrik Ohlsson (rechts) mit Frank Sundström am Theater in Helsingborg (1959)

Fredrik Ohlsson (* 12. Juni 1931 in Ulricehamn, Västergötland als Carl Fredrik Walter Ola Ohlsson; † 18. November 2023) war ein schwedischer Schauspieler.

## Leben und Karriere
Fredrik Ohlsson erhielt seine Schauspielausbildung bei Axel Witzansky in Stockholm und gewann auch ein Stipendium für die Royal Academy of Dramatic Art, wo er anschließend zwei Jahre studierte. 1959 machte er sein Filmdebüt als Steward in Affäre in Blond an der Seite von Anthony Steel und Birger Malmsten. Im Filmgeschäft war ihm in der Folgezeit wenig Erfolg beschieden, doch auf der Bühne konnte er mit seinem Auftritt in der schwedischen Aufführung von How to Succeed in Business Without Really Trying Aufmerksamkeit erzielen. In den folgenden Jahrzehnten arbeitete Ohlsson an vielen renommierten Schauspielhäusern seines Landes, während er gleichzeitig immer wieder Nebenrollen in Film und Fernsehen verkörperte. 
In Deutschland wurde er in erster Linie durch seine Rolle als Herr Settergren, Vater von Tommy und Annika, in der Ende der 1960er-Jahre entstandenen Fernsehserie Pippi Langstrumpf bekannt. 1979 war er mit Madita in einer weiteren Verfilmung eines Werks von Astrid Lindgren zu sehen. Im Alter spielte Ohlsson unter anderem eine kleinere Nebenrolle in der Stieg-Larrson-Verfilmung Verblendung von 2009.
Der Schauspieler war seit 1971 in einer Beziehung mit der auch in Deutschland bekannten Sängerin Siw Malmkvist.
Fredrik Ohlsson starb 2023 im Alter von 92 Jahren.

## Filmografie (Auswahl)
- 1959: Affäre in Blond (Med fara för livet)
- 1962: SiskaSte
- 1968: Hed snö
- 1968: Pippi Langstrumpf (Fernsehserie)
- 1969: Pippi geht von Bord (Zusammenschnitt der Fernsehserie)
- 1969: Pippi Langstrumpf (Zusammenschnitt der Fernsehserie)
- 1970: Pippi in Taka-Tuka-Land (Pippi Långstrump på de sju haven)
- 1970: Pippi außer Rand und Band (På rymmen med Pippi Långstrump)
- 1970: Das rote Zimmer (Röda rummet; Fernseh-Miniserie, 2 Folgen)
- 1977: Hærværk
- 1979: Madita (Madicken) (Fernsehserie)
- 1979: Madita (Du är inte klok, Madicken)
- 1984: Jönssonligan får guldfeber
- 1988: Varuhuset (Fernsehserie, 9 Folgen)
- 1988: Råttornas vinter
- 1993: (Sökarna)
- 1996: Jerusalem
- 1997: Selma und Johanna (Selma & Johanna – en roadmovie)
- 2001–2002: Kommissar Beck – Die neuen Fälle (Beck; Fernsehserie, 7 Folgen)
- 2009: Oskar, Oskar
- 2009: Verblendung (Män som hatar kvinnor)
- 2010: Between Two Fires
- 2012: Arne Dahl: Europa blues (Fernseh-Miniserie, Folge 1)